# طاهر الجزائري
الشَّيْخُ طَاهِرُ بْنُ صَالِحِ بْنِ أَحْمَدَ بْنِ مَوْهُوبٍ السَّمْعُونِيُّ الوَغْلِيسِيُّ الجَزَائِرِيُّ من أكابر العلماء باللغة والأدب في عصره.
طاهر الجزائري ابن الشيخ صالح بن أحمد السمعوني الوغليسي الجزائري الدمشقي الحسني، أما نسبته إلى سمعون، فهي قبيلة جزائرية متواجدة في منطقة القبائل قرب بجاية. وأما نسبته إلى وغليس، فهو واد نسبت إليه آث وغليس، وهي عرش بالمنطقة، أو أن الوادي سمَي باسمه. وأما نسبته إلى دمشق، فلأنها كانت وطنه الثاني حيث ولد وعاش وتوفي، ودفن في سفح جبل قاسيون، وقبره هناك تكاد تضيع آثاره. وتنسب أسرته إلى الحسن بن علي بن أبي طالب، ولهذا عرف بالحسني.
أما والد الشيخ طاهر، وهو الشيخ صالح، فقد هاجر من الجزائر، بعد نفي الأمير عبد القادر الجزائري، إلى فرنسا على إثر توقف ثورة الأمير. وكانت هجرة الشيخ صالح مع مجموعة من شيوخ الجزائر وعلمائها إلى بلاد الشام، وعرفت هذه الهجرة بهجرة المشايخ، وكانت سنة 1263هـ /1847م.
كان الشيخ صالح من علماء الجزائر، فهو فقيه اشتهر بعلم الفلك وعلم الميقات، وله رسالة في هذا العلم، كما أنه مال إلى علوم الطبيعة والرياضيات.
وقد عهد إليه بإفتاء المالكية في دمشق، لأن معظم المهاجرين الجزائريين كانوا على المذهب المالكي. واشتهر في دمشق بعلمه وفضله وأخلاقه، كما اشتهر ابنه الشيخ طاهر، وابن شقيقه سليم الجزائري الذي كان من كبار ضباط الجيش العثماني، والذي انتهت حياته شهيداً من شهداء السادس من أيار على يد جمال باشا السفاح عام/1916م/1334 هـ وهو من مؤسسي الجمعية القحطانية وجمعية العهد.

## نشأته ودراسته وأخلاقه
ولد الشيخ طاهر الجزائري في دمشق ليلة الأربعاء 20 ربيع الأول سنة 1268 هـ الموافق 1852م، وأصله من الجزائر. وتعلم على يد والده أولاً، ثم التحق بالمدرسة الجقمقية المجاورة للجامع الأموي في منطقة الكلاسة، وتخرّج على يد الشيخ عبد الرحمن البوشناقي، فأتقن العربية والفارسية والتركية ومبادئ العلوم المختلفة. ثم لازم أستاذه الشيخ عبد الغني الغنيمي الميداني، وكان معجباً به، فأخذ عنه بعض عاداته وأخلاقه، كالولع بالمطالعة والبعد عن حب الظهور والبدع والتمسك بلباب الدين ومعرفة أسرار الشريعة وكراهية التعصب والجمود. فكان أثر هذا الأستاذ الفاضل كبيراً على تلميذه الشيخ طاهر، كما أشار إلى ذلك الأستاذ محمد كرد علي في حديثه عن الشيخ طاهر، حيث قال:«إنه اتصل بعالم عصره الشيخ عبد الغني الغنيمي الميداني وكان فقيهاً عارفاً بزمانه واسع النظر بعيداً عن التعصب والجمود على قدم السلف الصالح بتقواه وزهده». وصفه تلميذه محمد سعيد الباني بقوله: «كان حسن الطلعة، معتدل القامة والجسم، حنطي اللون، واسع الجبين، أسود الشعر والعينين وذا لحية كثيفة، عصبي المزاج، سريع الحركة، واسع الخطو».

## حياته العلمية
وفي عام 1292هـ/1875م عين الشيخ طاهر معلماً فبرز بين أقرانه بذكائه وسعة مداركه وثقافته وفصاحة لسانه وقوة حجته وحضور بديهته، كما عرف بطبعه الجزائري المتميز بعصبية المزاج وكراهية النفاق والمحاباة.
تعلّم الشيخ طاهر الفرنسية والسريانية والعبرية والحبشية والأمازيغية. وتولى التعليم لأول أمره في المدرسة الظاهرية الابتدائية. وكان عضواً في (الجمعية الخيرية) التي أُسست سنة 1294هـ، والتي استحالت إلى (ديوان معارف), في عهد والي الشام مدحت باشا.
ثم عُيّن مفتشاً عامّاً على المدارس الابتدائية في عام 1295هـ، فألّف كتب التدريس للصفوف الابتدائية في جميع الفروع، منها: «مدخل الطّلاب إلى علم الحساب»، و«رسالة في النّحو»، و«منية الأذكياء في قصص الأنبياء»، و«الفوائد الجسام في معرفة خواص الأجسام»، و«إرشاد الألباء إلى تعليم ألف باء»، وغيرها كثير. وعمل على افتتاح كثير من المدارس الابتدائية، حيث تم افتتاح تسع مدارس في مدينة دمشق منها اثنتين للإناث. فجعله الوالي مدحت باشا مفتشاً عاماً للمعارف في ولاية سوريا. فكان يعمل على توعية الناس، ونشر العلم ومحاربة الخرافة، والاعتزاز بالعروبة والإسلام.
أنشأ المكتبة الظّاهريّة ، والمكتبة الخالدّيّة في القدس. وتحمّل في سبيل ذلك عداوة الكثيرين ممن استحلوا أكل الكتب والأوقاف.
وفي سنة 1316هـ/ 1898م، عُيّن مفتشاً على دور الكتب العامة، وظل في وظيفته تلك أربع سنوات، ولكنه أثار حفيظة الأمن بسبب نشاطه وأفكاره التي كان يسعى لبثها في عقول طلابه ومريديه، حتى هاجم الأمن بيته وعاثوا فيه فساداً، فاضطر إلى التواري عن الأنظار.
وأخيراً قرر الهجرة إلى مصر، فوصلها سنة 1325هـ / 1907م، وسكن في بيت صغير واجتنب الناس إلا بعض العلماء الذين اتصلوا به بغية الإفادة من علمه.
أولع الشيخ طاهر باقتناء المخطوطات، وحافظ عليها إلى أن ألجأته الظروف إلى بيع بعضها للإنفاق على نفسه، رافضاً مبادرات قام بها بعض أصدقائه وطلابه لمساعدته وهذا أحدها: لما كادت تنفد كتبه، سأل أحمد تيمور باشا الشيخ علي يوسف أن يكلم الخديو (وذلك سنة 1913)في منحه مرتبا دائما أسوة بمن كان يمنحهم المرتبات من العلماء والأدباء، ونجحت الوساطة، ومنح الراتب، فلما خبر به غضب اشد الغضب، وقال للشيخ علي: كأني بك قلت للخديو: إن الشيخ طاهر أثنى عليك. نعم إني أثنيت عليه لتاييده مشروع زكي باشا في خدمه الكتب العربية، ولكن ما الذي يضمن لك، ألا ياتي الخديو بضد هذا العمل الطيب يوما فأذمه؟ فلماذا تسود وجهك بسببي؟ ومن اذن لك ان تدخل نفسك في خصوصيات امري، اذهب فابطل ماسعيت باتمامه. ورجع يعيش عيش الكفاف والتقتر باثمان ما بقي من كتبه ، منعته من ذلك عزة نفسه، وعفته.
أمضى أيامه في القاهرة في التأليف والبحث العلمي. وكان لـه مراسلات مع المستشرقين من مختلف الجنسيات، وشارك في تحرير بعض الصحف.
وظل في القاهرة إلى سنة 1918م، حيث قرر العودة إلى دمشق بعد قيام الدولة العربية، ولكن المرض أخرّه، فعاد إلى دمشق سنة 1919م، وعُيّن مديراً لدار الكتب الظاهرية التي أسسها، وعضواً في المجمع العلمي العربي بدمشق.
وبعد أربعة أشهر من عودته توفي في 14 ربيع الآخر، 1338هـ / 5 كانون الثاني سنة 1920م، ودفن في سفح جبل قاسيون تنفيذاً لوصيته.

## أفكاره السياسية والاجتماعية
كان الشيخ طاهر من الإصلاحيين الإسلاميين. وقد شعر بمدى الانحطاط الذي تعاني منه الأمة، وأرجع سبب ذلك للاستبداد العثماني، والفساد وسوء الإدارة العثمانية.
وكان يسعى للعمل على نهضة الأمة وذلك بالأخذ بالعلم والمعرفة والأخلاق الفاضلة وأسباب الحضارة، دون التخلي عن الدين الإسلامي، بل إنه كان يؤمن بعظمة هذا الدين وصلاحه لكل زمان ومكان. وتتلخص أهم أفكاره فيما يلي:
- اهتمامه بالعلم والتسلح به، حيث كان يمضي أغلب وقته في تحصيله حتى لم يتسن له الوقت ليتزوج، وكان أكثر اهتمامه منصبا على الناشئة بتشجيعه لهم على المثابرة في أخذ العلم والنبوغ فيه، ومما أثر عنه قوله: «إن جاءكم من يريد تعلم النحو في ثلاثة أيام فلا تقولوا له إن هذا مستحيل بل علموه، فلعل اشتغاله هذه الثلاثة الأيام بالنحو، تحببه إليه»، ولم يكتفي بهذا فقط بل قام بتأسيس عديد المدارس خصوصا الابتدائية منها وساهم في إصلاح التعليم بشكل عام.
- اهتم باللغة العربية والتاريخ الإسلامي. يصف لنا أحد تلاميذه المقربين، وهو محب الدين الخطيب، أنه أحب اللغة العربية والعرب من أستاذه الشيخ طاهر.

يقول محب الدين: «من هذا الشّيخ الحكيم عرفت عروبتي وإسلامي، منه عرفت أنّ المعدن الصّدئ الآن الّذي برأ اللّه منه في الدّهر الأوّل أصول العروبة، ثمّ تخيّرها ظئراً للإسلام، إنّما هو معدن كريم، لم يبرأ اللّه أمّة في الأرض تدانيه في أصالته». وقد استطاع الشيخ طاهر إقناع الوالي بضرورة تعليم العلوم باللغة العربية.
- اهتم الشيخ طاهر بتعلم العلوم العصرية واللغات الحية. لأن ذلك أحد أدوات النهضة. فالتعرف على تلك العلوم واللغات مهم جداً لمواكبة ركب الحضارة، فقد اهتم الشيخ بجميع العلوم بشتى صنوفها حتى أنه اهتم بالصحافة والفلسفة والطبيعة وغيرها من علوم عصره .
- دعا لإصلاح العادات وحارب الخرافات والبدع.
- كان الشيخ ضد الاستبداد فقد عادى حكم السلطان عبد الحميد ودعى الحكومة إلى الإصلاح والعدل والشورى وحرية الصحافة والتعليم.وقد كلفه هذا الموقف تضييق السلطات العثمانية عليه حتى اضطر الخروج إلى مصر .وعندما حدث الانقلاب على السلطان فرح الناس غير أن الشيخ لم يثق بمن قاموا بالانقلاب وقال: «وما هذا الانقلاب الخلاب إلا انتقال من نير استبداد الفرد إلى نير استبداد الجماعات».

## حلقة دمشق الكبرى
عاش الشيخ طاهر في فترة صعبة من تاريخ الأمة الإسلامية والعربية، لذا فقد حاول الشيخ أن يعيد للأمة وعيها المسلوب وينشر علوم النهضة في عقول أبنائها.
وقد كان يرى أن الأمة لايمكن لها أن تنهض سوى بالأخذ بالعلم سلاحا لمواجهة التحديات، وقد رأى بنظرته الثاقبة أن الدولة العثمانية توشك على السقوط، ولا بد للعرب أن يأخذوا بثلابيب العلم والأخلاق والتجديد لمواجهة خطر الأستعمار الغربي لبلدانها وأقاليمها.
وكان للشيخ طبقة من أقرانه العلماء والنبهاء، منهم العلامة جمال الدين القاسمي إمام الشّام في عصره علماً بالدّين وتضلّعاً في فنون الأدب، والشيخ عبد الرزاق البيطار من علماء دمشق الكبار،
ومن أصدقائه الشيخ سليم البخاري وهو عالم أديب، كان هؤلاء وغيرهم يجتمعون بالشيخ طاهر، ويعدون حلقات العلم والمدارسة، وانضم إليهم عدد كبير من شباب العرب النابهين ومنهم: رفيق العظم العالم والباحث، وأحد رواد النهضة الفكرية في الشام ومنهم الدكتور عبد الرحمن الشهبندر الطبيب والذي كان خطيبا مفوها، ومن رجال القومية والوطنية، ومنهم أيضا عبد الرحمن الزهراوي من زماء النهضة السياسية في سوريا، وكان منهم سليم الجزائري، القائد عسكري، عارف باللغات العربية والتركية والفارسية والفرنسية والإنكليزية، ومنهم الوطني فارس الخوري، ومنهم عبد الوهاب المليحي، وكذلك محب الدين الخطيب ومحمد علي كرد، وقد تألف من جماع هؤلاء الشيوخ المفكرين والشباب النابهين أكبر حلقة أدبية ثقافية، كانت تدعو إلى تعلم العلوم العصرية، ومدارسة تاريخ العرب، وتراثهم العلمي، وآداب اللغة العربية، والتمسك بمحاسن الأخلاق الدينية، والأخذ بالصالح من المدنية الغربية .
وكانت هذه الحلقة تجتمع في كل أسبوع من بعد صلاة الجمعة في منزل رفيق العظم. وكان مجلس هذه الحلقة يستعرض كل ما يهم المفكرين استعراضه عن الحركة العلمية والفكرية والسياسية خلال الأسبوع، وكان الشيخ طاهر هو الذي يوجههم، ويصحح لهم، ويوقظهم لما خفي عليهم من أسباب الإصابة بالرأي.
سميت هذه الحلقة بحلقة دمشق الكبرى، وقد راح الشيخ طاهر ورجال حلقته ينددون بالحكام واستبدادهم، وينتقدون سوء الإدارة، ويدعون إلى الحرية والعدل والنظام، فاتهموا بالخيانة الوطنية، والعمل على فصل سوريا عن بقية السلطنة العثمانية. وبالمقابل فقد قامت الحكومة بإلغاء منصب الشيخ طاهر الحكومي، وعرقلت أعمال الجمعية، ولاحقت أعضاءها، الذين وجدوا تضييقاً كبيراً، وقامت السلطات بتفتيش منازلهم، فاضطر بعضهم للهرب وكان على رأسهم الشيخ طاهر.
وعندما غادر الشّيخ طاهر دمشق متوجّهاً إلى مصر للإقامة فيها، خلّف وراءه «ثورة فكريّة» تسري تحت الرّماد، وسرعان ما وجدت هذه الثّورة متنفّساً لها في الانقلاب العثمّاني، سنة 1908م.

## أهم مؤلفاته
من أهم مؤلفات الشيخ:
- الجواهر الكلامية في العقائد الإسلامية
- بديع التلخيص
- التبيان لبعض المباحث المتعلقة بالقرآن.
- توجيه النظر الي أصول الأثر.
- المنتقي من الذخيرة لابن بسام.
- تفسير القرآن الحكيم «مخطوط» (في أربعة مجلدات)
- الفوائد الجسام في معرفة خواص الأجسام
- كتاب في الحساب والمساحة
- الكافي في اللغة
- التقريب لأصول التعريب
- تمهيد العروض الى فن العروض
- تدريب اللسان على تجريد البيان
- التمرين على البيان والتبيين
- تلخيص أدب الكاتب لابن قتيبة
- جدول الحروف العربية القديمة والحديثة (رسالة)
- شرخ خطب ابن نباته